# Zesdaagse van Nouméa
De Zesdaagse van Nouméa is een wielerwedstrijd die in 1977 voor het eerst verreden werd in de stad Nouméa op het overzeese eiland Nieuw-Caledonië. De zesdaagse wordt onregelmatig georganiseerd, de laatste maal was dat in 2010.

## Lijst van winnaars
| jaar       | koppel                                   |
| ---------- | ---------------------------------------- |
| 2010       | Cyrille Thièry en Anthony Dubain         |
| 2009       | Silvan Dillier en Claudio Imhof          |
| 2004 -2005 | niet gereden                             |
| 2003       | Jean Michel Tessier en Robert Sassone    |
| 2002       | Jean Michel Tessier en Adriano Baffi     |
| 2001       | Jean Michel Tessier en Robert Sassone    |
| 2000       | Graeme Brown en Danny Clark              |
| 1999       | Christian Pierron en Robert Sassone      |
| 1998       | Jean Michel Tessier en Robert Sassone    |
| 1997       | Christian Pierron en Jean-Michel Monin   |
| 1996       | Michel Dubreuil en Carlos Da Cruz        |
| 1995       | Serge Barbara en Glen Thomson            |
| 1994       | Jean-Claude Colotti en Jean-Michel Monin |
| 1993       | Tony Davis en Stephen Pate               |
| 1992       | Michel Dubreuil en Scott McGrory         |
| 1991       | niet gereden                             |
| 1990       | Andreas Beikirch en Frank Kühn           |
| 1989       | Jamie Kelly en Mark Victor               |
| 1983-1988  | niet gereden                             |
| 1982       | Diederik Foubert en Daniel Gisiger       |
| 1981       | Maurizio Bidinost en Francesco Moser     |
| 1980       | Maurizio Bidinost en Bernard Vallet      |
| 1978-1979  | niet gereden                             |
| 1977       | Paul Bonno en Daniel Morelon             |